# TLN (chaîne de télévision)
 (septembre 2021).
Si vous disposez d'ouvrages ou d'articles de référence ou si vous connaissez des sites web de qualité traitant du thème abordé ici, merci de compléter l'article en donnant les références utiles à sa vérifiabilité et en les liant à la section « Notes et références ».
Pour les articles homonymes, voir TLN.
TLN anciennement Telelatino est une chaîne de télévision canadienne spécialisée de catégorie A appartenant à TLN Media Group. Elle diffuse des émissions principalement en anglais. La chaîne opère aussi un signal pour l'ouest canadien décalé de 3 heures.

## Histoire
Après avoir obtenu une licence du CRTC en mai 1984 pour Latinovision, la chaîne est lancée le 2 octobre 1984 sous le nom Telelatino. Son siège social se trouve à Toronto, en Ontario, mais la chaîne possède également des locaux dans la ville de Montréal, au Québec, et diffuse des émissions principalement en espagnol et en italien, et quelques émissions en anglais reliées à la culture latine.
Telelatino est à l'origine de plusieurs autres chaînes de télévision, dont Sky TG24, déclinaison canadienne de la chaîne d'information en continu italienne Sky TG24, Mediaset Italia, déclinaison canadienne des chaînes privées de Mediaset, EuroWorld Sport, une chaîne sportive diffusant les matchs de football de première division italienne, et Univision Canada, présentant une sélection plus vaste d'émissions en espagnol (castillan).
Le 5 juin 2012, la version haute définition du fuseau horaire de l'est a été lancée chez Rogers Cable.
En mars 2019, les parts de Corus sont rachetées par TLN.

## Programmation
Les émissions en espagnol proviennent principalement de Univision et CNN en Español. Les émissions en italien proviennent principalement de Canale 5, des bulletins de nouvelles de Sky TG24 et des vidéoclips de Video Italia. Des émissions en anglais complètent la programmation tels que George Lopez, Jerseylicious ainsi que des films populaires viennent compléter la grille.
Jusqu'au milieu de 2003, la source principale d'émissions italiennes provenait de la chaîne publique RAI sous une entente datant de 1984, mais un changement dans la politique de RAI leur a fait retirer toutes leurs émissions de la grille de TLN et a déposé une demande auprès du CRTC, avec le support de Rogers Communications et de la communauté italienne, afin de distribuer Rai International au Canada,.
Telelatino diffuse à l'occasion des matchs de football européen en direct.
Au cours des années 2010 et 2020, avec la présence de ses chaînes numériques spécialisées en espagnol et en italien, la chaîne TLN augmente la quantité d'émissions en anglais.

## Identité visuelle

Logo de Telelatino de 2006 à 2015